# トランプ・シャトル
トランプ・シャトル（Trump Shuttle）は、アメリカ合衆国のニューヨーク州に本拠を置き、1989年から1992年まで運航していた航空会社。

## 歴史

### 設立

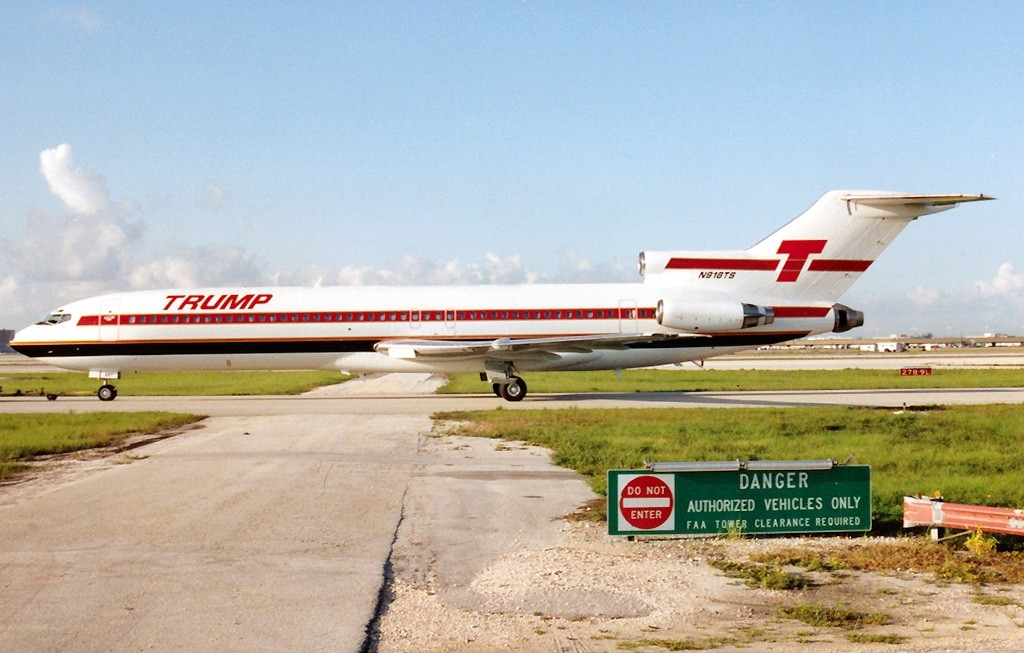
トランプ・シャトルのボーイング727–225

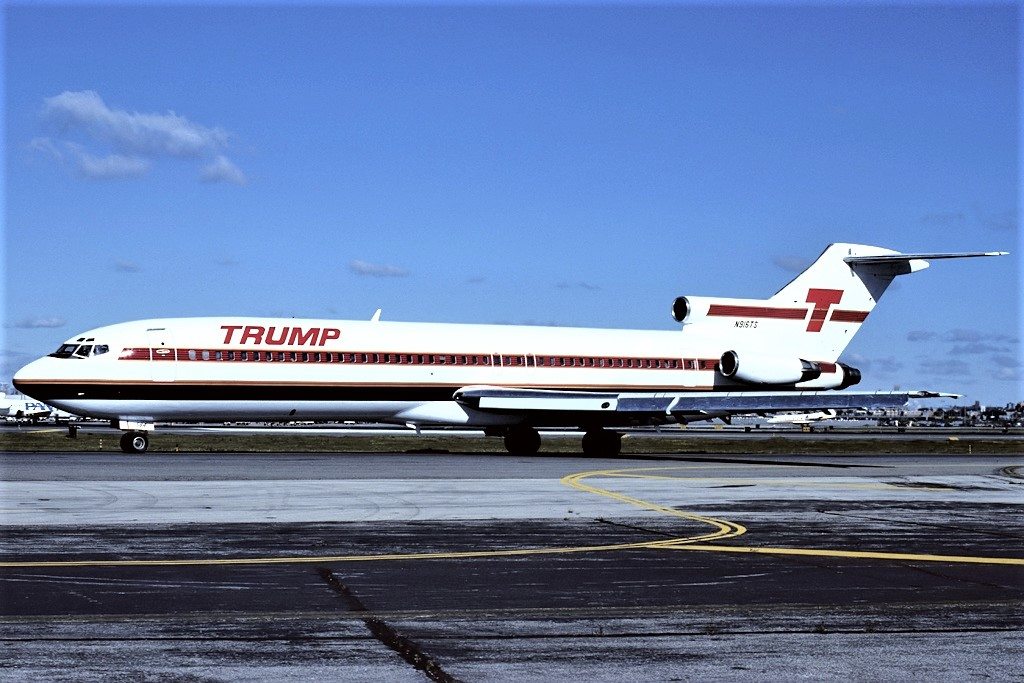
トランプ・シャトルのボーイング727-200型機

それまで、自身が所有するアトランティック・シティのカジノまでの間のヘリコプター会社も経営していた、「不動産王」と呼ばれる不動産業者で大富豪（のちの第45代・第47代アメリカ合衆国大統領）のドナルド・トランプが、当時深刻な経営不振に陥っていたイースタン航空が所有していた、アメリカ東海岸のシャトル便路線網と空港のターミナル使用権、機材（ボーイング727-100と-200を22機）や社員などを、シティコープやマニュファクチュアリング・ハノーバーなど3社の銀行からの借入金でまるごと買収した。
1989年6月23日に運航を開始し、「トランプ・シャトル」のブランド名で、ニューヨークのラガーディア空港と、ワシントンD.C.のワシントン・ナショナル空港や、ボストンのローガン国際空港を結ぶ高収益のビジネス路線を運航した。

### 「トランプ風」豪華サービス
トランプの経営する豪華な内装を持つホテルやカジノのイメージと合わせるべく、運航開始後これらのボーイング727は、白地に金色が入った派手な塗装に、ベルトのバックルやトイレの金属など、ところどころに銀色のメッキが施された機内、電話が装備された総革張りのシートという、「トランプ風」の内外装に改装されていった。
また、各空港ターミナルビルの専用ゲート付近も次々に改装され、バーコーナーが設けられた他、ゲート付近では、持ち帰り自由の無料の新聞や雑誌、朝食のパンなどが振舞われており、そのサービスは高い評価を受けた。

### 経営悪化
サービスは高い評価を受けたものの、パンアメリカン航空のシャトル便やアムトラックの高速列車サービスである「メトロライナー」などの競合他社に比べ高い運賃が不評であったため、会社設立から赤字状況が続いた。
その上に、オーナーのトランプの本業の不動産業が折からの不況で経営状況が悪化したために、1990年9月にシティコープの管理下に入った上、その前月にイラクがクウェートに侵攻し燃料価格が高騰したことで、さらに経営状況が悪化した。　

### 経営譲渡
さらに、1991年1月に湾岸戦争が始まりアメリカ全体の経済状況も悪化し、航空需要が落ち込んだために、シティコープの仲介でアメリカン航空やUSエアウェイズ、ノースウェスト航空と譲渡に向けた交渉が行われ、1992年4月にUSエアウェイズに経営譲渡、「USエアウェイズシャトル」となり、その短い歴史に幕を閉じた。

## 運航路線
- ニューヨーク（ラガーディア空港）- ワシントンD.C.（ワシントン・ナショナル空港）
- ニューヨーク（ラガーディア空港）- ボストン（ローガン国際空港）

## 機材
- ボーイング727-100/200 x 22機